# Dan Schulman
Daniel H. Schulman nascido em 19 de Janeiro de 1958, é um executivo de negócios americano. Ele atualmente é o presidente e CEO do PayPal e presidente da Symantec , atuando anteriormente como presidente de grupo de crescimento empresarial da American Express.
Ex-presidente do grupo pré-pago da Sprint e CEO fundador da Virgin Mobile, Schulman foi responsável pela estratégia global da American Express de expandir serviços alternativos de pagamento móvel e online, formar novas parcerias e criar fluxos de receita além dos negócios tradicionais de cartões e viagens.

## Início da vida
Schulman nasceu em Newark, Nova Jersey , e cresceu em Princeton, Nova Jersey. Foi capitão das equipes de tênis e lacrosse da Princeton High School e obteve um diploma de bacharel em economia pelo Middlebury College e um MBA pela Stern School of Business da Universidade de Nova York.
Sua mãe, S. Ruth Schulman, foi diretora associada da Escola de Pós-Graduação em Psicologia Aplicada e Profissional (GSAPP) de Rutgers, de 1974 a 1999. Seu pai, o falecido Mel Schulman, era engenheiro químico.

## Plano de negócios
Schulman iniciou sua carreira comercial na AT&T, trabalhando mais de 18 anos lá e se tornando o membro mais jovem da equipe executiva sênior da empresa, o AT&T Operations Group. Schulman começou em uma posição de gerenciamento de contas de nível inicial; quando deixou a AT&T, era presidente do negócio de longa distância de US$ 22 bilhões, supervisionando cerca de 40.000 funcionários.
Em 2001, Richard Branson convidou Schulman para se tornar o CEO fundador da Virgin Mobile USA, Inc. Schulman liderou a empresa desde o seu lançamento nacional em 2002, passando a ser uma empresa pública em 2007, até a sua venda para a Sprint Nextel em 2009. Seu mandato na empresa foi notado pelo crescimento da empresa como a transportadora "sem taxas ocultas".
Em 30 de setembro de 2014, foi anunciado que Schulman se tornaria CEO do PayPal, que continuará como uma entidade legal separada, separada do eBay no segundo semestre de 2015. Seu mandato também foi marcado pela aquisição de US$ 2,2 bilhões da European provedor de pagamento iZettle, a maior compra de todos os tempos do PayPal. Ele afirmou que seus objetivos no PayPal incluem fornecer ferramentas financeiras aos 70 milhões de americanos carentes do sistema financeiro dos EUA. Durante o desligamento do governo federal dos Estados Unidos em 2018–1919, Dan iniciou a ideia do PayPal de oferecer US$ 500 em adiantamentos em dinheiro sem juros a funcionários públicos do governo americano, comprometendo-se a fornecer até US$ 25 milhões em empréstimos sem juros.
Em abril de 2019, Schulman anunciou os planos do PayPal de investir US$ 500 milhões no Uber para conectar os dois mercados.

## Prêmios
Schulman foi nomeado pela Business Week como uma das 20 principais pessoas a assistir na mídia, e foi nomeado o Empreendedor do Ano da Ernst & Young em 2009.
Em 2009, ele foi nomeado uma das 25 pessoas mais poderosas da indústria sem fio global.
Em 2017, o Conselho de Educação Econômica homenageou Schulman com seu Prêmio Visionário por promover a alfabetização econômica e financeira para criar uma sociedade melhor informada.
Em 2018, o Center for Financial Services Innovation concedeu a Schulman o primeiro CFSI Financial Health Visionary Award por suas contribuições a um sistema financeiro "mais acessível e inclusivo".
Em 2018, a Universidade Rutgers concedeu-lhe um doutorado honorário e proferiu o discurso de início dos 252 anos da Universidade.

## Vida pessoal
Schulman era casado com Jennie Kassanoff, filha do Dr. Arnold Howard Kassanoff, médico, e Dorothy Jane Spitzberg.  Eles se divorciaram em 2020.
Quando ele era CEO da Virgin Mobile, Schulman liderou uma parceria com a StandUp For Kids, uma organização sem fins lucrativos que distribui kits de sobrevivência e um número de linha direta para jovens sem-teto. Para ter uma noção mais verdadeira do que as crianças sem-teto vivenciam, Schulman passou 24 horas nas ruas da cidade de Nova York, com a barba por fazer, embrulhado em um cobertor e sem dinheiro, relógio ou telefone celular. "Há uma certa quantidade de deferência paga a um CEO", disse ele mais tarde. "Ninguém prestou atenção em mim na rua. Considero-me um bom comunicador e um bom vendedor. Demorei cinco horas implorando para arrecadar menos de um dólar. Todo o meu conceito sobre o que é importante mudou. O tempo geralmente é o mais importante. mercadoria valiosa, mas nessas 24 horas eu tive muito tempo.
Schulman pratica Krav Magá desde a adolescência, afirmando que ele adota a mesma filosofia nos negócios. Ele disse em uma entrevista: "Existe uma filosofia nas artes marciais que é 'Nunca pare". Ficar parado está pedindo para ser atingido. Você sempre tem que estar disposto a correr alguns riscos no futuro. Você não pode ficar parado ".